# Peter Weiss (pisarz)
Peter Weiss (ur. 8 listopada 1916, zm. 10 maja 1982 w Sztokholmie) – niemiecki dramatopisarz.
Studiował malarstwo i grafikę w Pradze. Od 1934 roku przebywał na emigracji w Wielkiej Brytanii i Czechosłowacji, a od 1939 roku w Szwecji. W 1945 roku przyjął szwedzkie obywatelstwo. Od 1960 roku pisał po szwedzku. Był związany z literacką Grupą 47. Było to ugrupowania pisarzy austriackich, szwajcarskich i zachodnioniemieckich, którzy wspólnie protestowali przeciwko faszyzmowi i postulowali literaturę zaangażowaną społecznie. Był autorem powieści wspomnieniowej Ucieczka z domu rodzinnego; Azyl (1962) oraz dokumentalnego dramatu-oratorium Dochodzenie o Auschwitz i zbrodni Holocaustu. W swojej głośnej sztuce Męczeństwo i śmierć Jean Paul Marata przedstawione przez zespół aktorski przytułku w Charenton pod kierownictwem pana de Sade (1964), łączącej elementy teatru epickiego, ekspresjonistycznego i pantomimy, ukazał różnorodne postawy współczesnego człowieka wobec rewolucji. Poza Dochodzeniem stworzył dramaty Pieśń o luzytańskim straszydle oraz Viet-Nam Diskurs, które są uznawane za klasyczne przykłady teatru faktu. W 1975 roku dokonał pierwszej adaptacji scenicznej powieści Proces Franza Kafki, z inspiracji Ingmara Bergmana. Dziełem życia Weissa była monumentalna powieść o antyfaszystowskim ruchu oporu Die Ästhetik des Widerstands (t. 1-3. 1975-81), w której łączył dokumentację historyczną z artystyczną wizją epoki, esejem i subtelną analizą dzieł sztuki. Pisał też dramaty wspierające ruchy wolnościowe ludów Afryki, Azji i Ameryki Łacińskiej.
W 1966 został laureatem Nagrody Heinricha Manna.